# Strzelanina w Mladenovacu

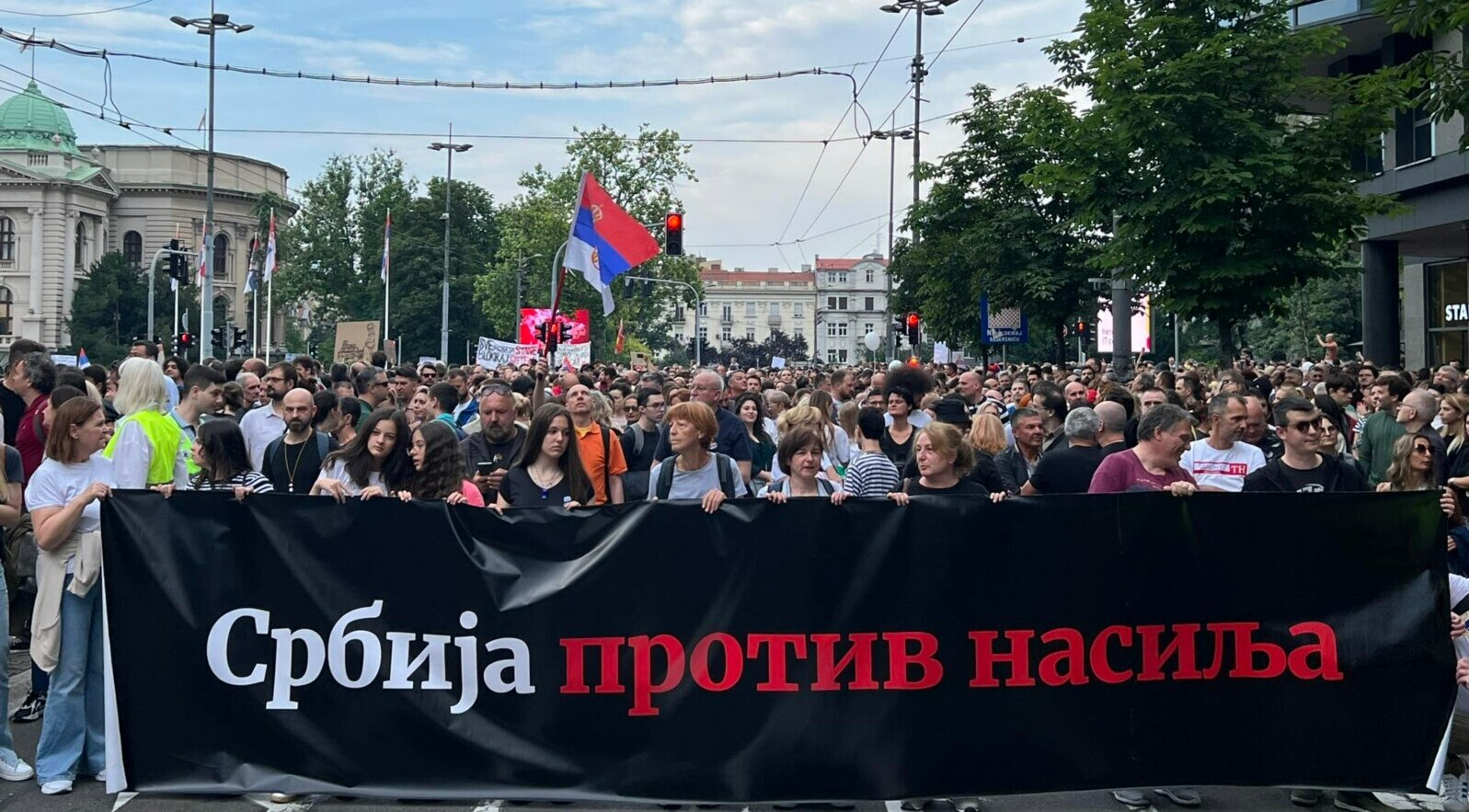
Demonstracja po strzelaninach potępiająca przemoc, Belgrad, 17 czerwca 2023

Strzelanina w Mladenovacu – strzelanina, która zdarzyła się w dniu 4 maja 2023 roku na obrzeżach miejscowości Mladenovac w Serbii; w jej wyniku zginęło 8 osób, a 13 zostało rannych. Była to następna krwawa strzelanina w tym kraju po masakrze w szkole w Belgradzie (10 ofiar), która miała miejsce zaledwie dzień wcześniej.

## Tło
Serbia ma restrykcyjne przepisy odnośnie posiadania broni palnej, ale zarazem bardzo wysoki odsetek obywateli ją posiadających. W 2021 roku Serbia zajęła pod tym względem 3. miejsce spośród wszystkich krajów, po USA i Jemenie.
Serbia doświadczyła wcześniej 3 krwawych masowych strzelanin: w 2007 roku w Jabukovacu (9 ofiar), w Velikiej Ivančy w 2013 roku (14 ofiar), i w 2016 roku w kawiarni w Zrenjaninie (5 ofiar). Atak w Mladenovacu, oraz mający miejsce dzień wcześniej atak w szkole w Belgradzie były najkrwawszymi zdarzeniami tego rodzaju od czasu strzelaniny w Zrenjaninie. Po strzelaninach w Belgradzie i Mladenovacu, rząd Serbii przedstawił propozycje zaostrzenia dostępu do broni i obniżenia wieku odpowiedzialności karnej z 14 do 12 lat.

## Przebieg
Strzelanina zaczęła się po kłótni dwudziestoletniego sprawcy z jego znajomymi. Około godz. 18:00 oddał strzały w stronę napotkanych osób, po czym zbiegł do pobliskiej miejscowości Šepšin, gdzie kontynuował atak.

## Ofiary strzelaniny
W wyniku strzelaniny zginęło 8 osób, w tym policjant po służbie, a 13 osób zostało rannych, z czego wszystkie były przypadkowymi osobami, które nie miały związku ze sprawcą; wśród ofiar i rannych znalazły się dzieci.
Lista ofiar:

1. Nikola Milić (lat 15)
2. Aleksandar Milovanović (lat 15)
3. Lazar Milovanović (lat 20)
4. Marko Mitrović (lat 18)
5. Kristina Panić (lat 19)
6. Milan Panić (lat 21)
7. Nemanja Stevanović (lat 21)
8. Dalibor Todorović (lat 25)

## Reakcje
Strzelanina wywołała szok w Serbii, ponieważ był to następny atak tego rodzaju po strzelaninie w szkole w Belgradzie; na miejsce przybyli przedstawiciele serbskich służb i ministerstwa zdrowia.